# Angel (The Corrs)
Angel è un brano musicale del gruppo irlandese The Corrs, pubblicato nel 2004 come singolo estratto dall'album Borrowed Heaven.

## Tracce
CD
1. Angel
2. Angel (Acoustic)